# Músculo gastrocnêmio
O gastrocnêmio (português brasileiro) ou gastrocnémio (português europeu) é um músculo que fica na região posterior da perna abaixo dos joelhos e recobre outro músculo chamado sóleo. Todo este conjunto é chamado de tríceps sural, panturrilha ou "músculo de três cabeças da panturrilha", pois compartilham uma inserção comum através do tendão de Aquiles. Os músculos do tríceps sural agem como flexores plantares, porém, fletem o pé para baixo. O gastrocnêmio também age como flexor dos joelhos quando a perna não estiver suportando o peso. É inervado pelo nervo tibial.
O músculo gastrocnêmio possui duas cabeças superficiais, que estão na parte de trás da perna de humanos, logo acima do joelho, e se estende até o calcanhar.

## Estrutura
O gastrocnêmio está localizado com o sóleo no compartimento posterior da perna. A cabeça lateral origina-se do côndilo lateral do fêmur, enquanto a cabeça medial origina-se do côndilo medial do fêmur. Sua outra extremidade forma um tendão comum com o músculo sóleo; este tendão é conhecido como tendão calcâneo ou tendão de Aquiles e se insere na superfície posterior do calcâneo, ou osso do calcanhar. Além disso, é considerado um músculo superficial, pois está localizado diretamente sob a pele, de modo que sua forma é claramente visível em um ser humano normal.

### Gastrocnêmio medial
- Inserção proximal: côndilo medial do fêmur
- Inserção distal: calcâneo
- Inervação: nervo tibial (S1 – S2)
- Ação: flexão do joelho e flexão plantar do tornozelo

### Gastrocnêmio lateral
- Inserção proximal: côndilo lateral do fêmur
- Inserção distal: calcâneo
- Inervação: nervo tibial (S1 – S2)
- Ação: flexão do joelho e flexão plantar do pé

## Função
Sua função é flexionar o pé na articulação do tornozelo e flexionar a perna na articulação do joelho. O gastrocnêmio é primariamente envolvido em corridas, saltos e outros movimentos "rápidos" da perna e, em menor grau, em andar e ficar em pé. Essa especialização está ligada à predominância de fibras musculares brancas (contração rápida do tipo II) presentes no gastrocnêmio, em oposição ao sóleo, que tem mais fibras musculares vermelhas (contração lenta tipo I) e é o músculo ativo primário quando está parado, como determinado por estudos de eletromiografia (EMG).

### Caminho motor
O planejamento para utilizar o gastrocnêmio na corrida, salto, ajoelhar e flexão plantar é criado no giro pré-central (córtex motor primário) no cérebro. Uma vez que um plano é produzido, o sinal é enviado para baixo por intermédio de neurônios motores superiores. O sinal é passado através da cápsula interna e cruza na medula oblonga, especificamente no trato corticospinal lateral. O sinal continua através do corno anterior da medula espinhal, onde o neurônio motor superior faz sinapse com o neurônio motor inferior. A propagação do sinal continua abaixo do ramo anterior (Lombar 4-5 e Sacral 1-5) do plexo sacral. O nervo ciático se ramifica do plexo sacral, no qual os nervos tibial e fibular comum estão envoltos em uma bainha. O nervo tibial eventualmente se separa do nervo ciático e inerva o músculo gastrocnêmio, completando o plano inicial do cérebro, para que as ações de correr, ficar em pé e saltar pudessem ser executadas.